# Дедик, Антон Самойлович
Антон Самойлович Дедик (1896—1969) — чабан. Герой Социалистического Труда (1949).

## Биография
Родился в 1896 году в селе Малая Джалга (ныне — Апанасенковский район Ставропольского края).
В 1915 году был призван на службу в царскую армию. Участвовал в боях Первой мировой и Гражданской войн (с 1918 воевал в партизанском отряде, с марта 1920 в Красной армии, участвовал в боях с белополяками).
С сентября 1929 года работал на конезаводе, ухаживал за отарой овец, состоящей из 1640 голов. Получал высокие показатели получения шерсти и ягнят. Осенью 1941 года руководил эвакуацией отары элитных овец в Казахскую ССР, несмотря на тяжёлые условия, не только не потерял ни единой овцы, но и увеличил поголовье. После окончания войны вернулся на работу на конезавод имени Будённого в Сальском районе Ростовской области. В 1948 году он получил от 671 головы вверенных ему тонкорунных овец по 140 ягнят от каждой сотни маток и по 7,8 килограммов руна с овцы.
Указом Президиума ВС СССР от 26 июля 1949 года Антон Дедик был удостоен высокого звания Героя Социалистического Труда с вручением ордена Ленина и медали «Серп и Молот».
Участвовал в выведении новой породы овец, названной Сальский меринос. Проживал в посёлке Конезавод имени Будённого. Умер 6 февраля 1969 года, похоронен на кладбище посёлка Конезавод.

## Награды
- Сталинская премия третьей степени (1951) — за выведение сальской породы тонкорунных овец, совместно с М. И. Чумаковым, М. Н. Васильевым, В. П. Башкатовым и П. Ф. Карповым.
- два ордена Ленина
- орден Трудового Красного Знамени
- медали[1].
- Большая и Малая Золотая медали ВСХВ.